# Racemobambos gibbsiae
Racemobambos gibbsiae là một loài thực vật có hoa trong họ Hòa thảo. Loài này được (Stapf) Holttum miêu tả khoa học đầu tiên năm 1956.